# Йосиф Ариматейски
Йосиф Ариматейски е библейски новозаветен персонаж, за който се споменава в четирите евангелия и в Книгата на пророк Исая. След разпятието на Христос, Йосиф отива при Пилат Понтийски, прокуратор на римската провинция Юдея, и моли да му бъде разрешено да погребе тялото. След като получава разрешението, той го полага в пещера-гробница, негова собственост.

## Йосиф от Ариматея в Новия завет
За пръв път в Новия завет името на Йосиф Ариматейски се споменава в Евангелието от Матей, глава 27:
57 И когато се свечери, дойде един богаташ от Ариматея, на име Иосиф, който също беше се беше учил при Иисус. 58 Той дойде при Пилат и поиска тялото на Иисус. Тогава Пилат заповяда да му се даде. 59 Иосиф, като взе тялото, обви го с чиста плащаница, 60 и го положи в своя нов гроб, който бе изсякъл в скалата; и като привали голям камък на гробната врата, си отиде. 61 А там бяха Мария Магдалена и другата Мария, които седяха срещу гроба.

## Пророчеството от Стария Завет
Теолозите разпознават в лицето на Йосиф от Ариматея пророчестворо от Стария Завет в Книгата на Исая, гл. 53:9:
И определиха гроба Му между злодеите, Но по смъртта Му при богатия; Защото не беше извършил неправда, Нито имаше измама в устата Му.